# Slater Rocks
Die Slater Rocks sind eine Gruppe von Felsvorsprüngen und niedrigen Felsenhügeln im westantarktischen Marie-Byrd-Land. In der Kohler Range ragen sie 6 km nördlich des Leister Peak auf.
Der United States Geological Survey kartierte ihn anhand eigener Vermessungen und Luftaufnahmen der United States Navy aus den Jahren von 1959 bis 1971. Das Advisory Committee on Antarctic Names benannte sie 1976 nach Robert T. Slater, Maschinenführer auf der Amundsen-Scott-Südpolstation im Jahr 1974.